# Боби (пёс)
Боби (порт. Bobi; 11 мая 1992, Лейрия, Португалия — 21 октября 2023, там же) — пёс, проживший 31 год и 165 дней. Является старейшей собакой в мире, чей возраст был подтверждён. Рекорд его долголетия был сертифицирован Книгой рекордов Гиннесса в 2023 году.

## Биография
Боби родился в пристройке дома семейства Коста, где хозяева его матери хранили дрова. Трое его братьев были похоронены заживо вскоре после рождения, поскольку отец Леонеля Косты (будущего хозяина Боби) не хотел заботиться о новых животных. Однако окрас Боби помог ему слиться с дровами, около которых он сидел тихо, поэтому он не был замечен сразу. Когда позже Боби всё же обнаружили, то решили пощадить и оставили жить в семье.
Возраст Боби занесён в базу данных домашних животных правительства Португалии и сертифицирован Книгой рекордов Гиннесса. В феврале 2023 года Боби был признан самой старой зарегистрированной собакой, когда-либо жившей. Боби единственная известная собака, прожившая более 30 лет. 11 мая 2023 года Боби исполнился 31 год. 
Согласно Книге рекордов Гиннесса, Боби был самой старой подтвержденной живой собакой, а также самой старой собакой в истории, чей возраст был подтверждён: на момент оценки 1 февраля 2023 года ему было 30 лет 266 дней, что превзошло предыдущий рекорд суки Блюи, австралийской пастушьей собаки, усыплённой 14 ноября 1939 года в возрасте 29 лет и 5 месяцев.
До того как возраст Боби был официально подтверждён, самой старой живущей собакой считался 23-летний чихуахуа по кличке Спайк, чей возраст меньше, чем у Боби, на 7 лет. Когда Боби умер, Спайк вернул себе титул старейшей из ныне живущих собак в мире.
У Боби было достаточно хорошее здоровье для своего возраста, хотя последние годы у него были проблемы с ходьбой и плохое зрение. В целом до 2018 года, когда он потерял сознание из-за проблем с дыханием, у него никогда не возникало особых проблем со здоровьем. Его хозяин Леонель Костас объяснил необычайное долголетие Боби «спокойной, мирной обстановкой» и употреблением в пищу свежих продуктов, а не корма для собак. Его долголетие также можно объяснить его генетикой, поскольку мать Боби, собака по кличке Джира, дожила до 18 лет, что для собак достаточно много.
В честь 31-го дня рождения Боби были приглашены 100 гостей. На дне рождения Боби также выступала труппа танцоров, именинник принял участие в одном из номеров.
21 октября 2023 года ветеринар Карен Беккер сообщила, что Боби умер в возрасте 31 года и 165 дней.